# Phelotrupes laevistriatus
Phelotrupes laevistriatus или Phelotrupes (Eogeotrupes) laevistriatus (лат.) — вид жуков из подсемейства Geotrupinae семейства навозников-землероев.

## Распространение
На территории России распространён в Сахалинской области и на Курильских островах (Кетой, Итуруп, Кунашир, Шикотан). Также встречается в Японии (Хоккайдо, Хонсю, Сикоку, Кюсю, Окинава).

## Описание
Жук в длину достигает 14—21 мм. Тело окрашено в тёмно-зелёный цвет, иногда в бронзовым оттенком. Наличник широко закруглён. Продольная бороздка переднеспинки хорошо выявлена лишь до половины длины переднеспинки. Основание переднеспинки как правило, полностью окаймлено, или же окаймление лишь не широко прерывно. На передних голенях самцов снизу имеется один очень острый зубец.